# Filippo Luigi Polidori

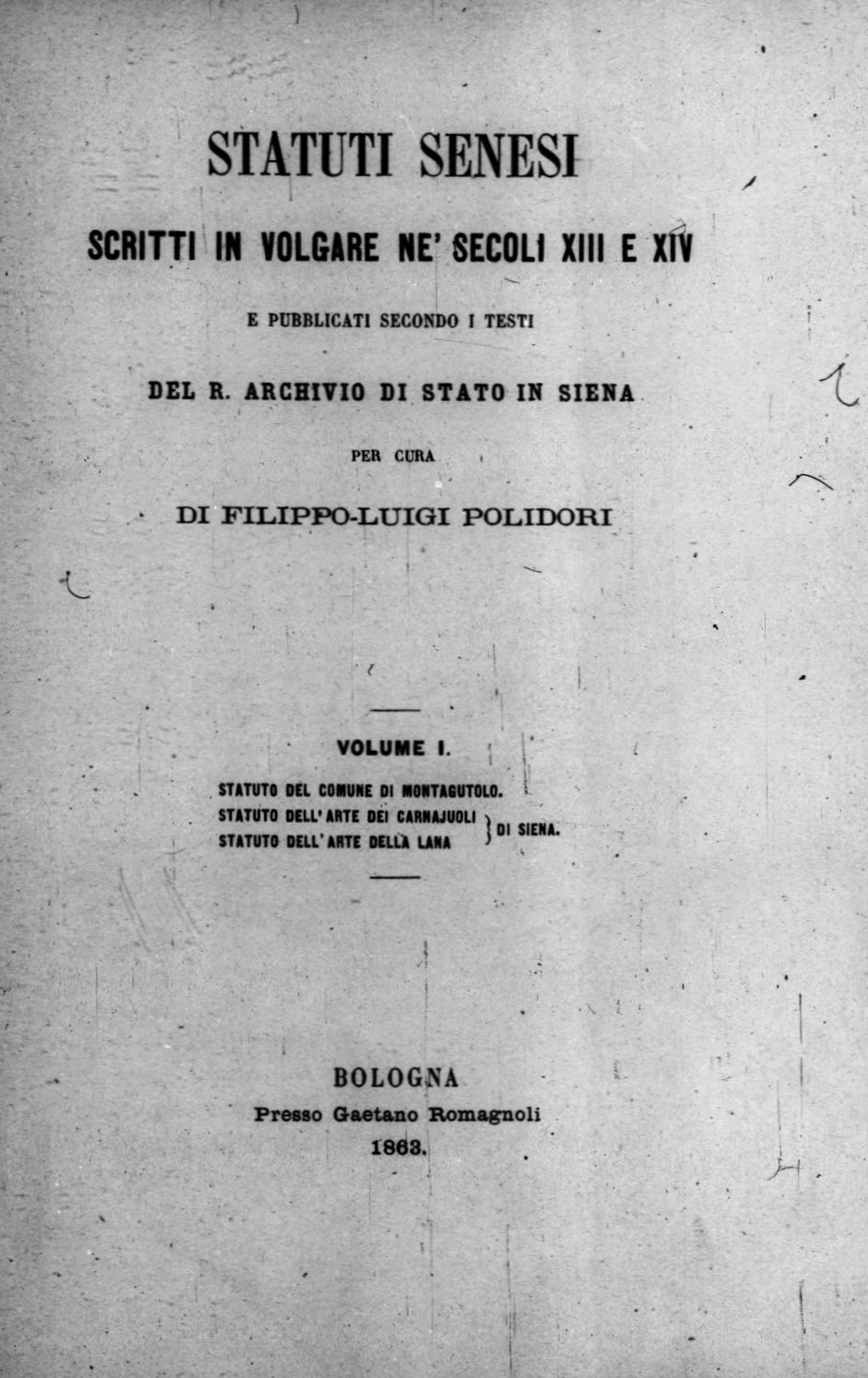
Statuti senesi scritti in volgare nei secoli XIII e XIV, 1863

Filippo Luigi Polidori (Fano, 23 febbraio 1801 – Firenze, 12 ottobre 1865) è stato uno scrittore italiano.

## Biografia
Nato a Fano il 23 Febbraio 1801 da Giuseppe Gregorio Polidori, notaio e possidente di Cagli, e da Eufrosina Conti, di Senigallia, compì i primi studi presso l'Università "Nolfi" di Fano, condividendo gli studi letterari, filosofici, storici e politici con alcuni compagni, tra cui Fortunato Ceccarini e Giovanni Gaggi. Sempre in giovane età strinse amicizia con le più illustri personalità marchigiane del tempo, come Cristoforo e Giovanni Ferri, Francesco Puccinotti, Terenzio Mamiani e Giulio Perticari. 
Sposatosi all'età di 19 anni, perse la madre un anno dopo. All'età di 24 anni Polidori occupò la cattedra di retorica presso un istituto di Montalboddo (odierna Ostra).
Nel periodo dal 1826 al 1830 fu più volte a Bologna, dove conobbe e frequentò Francesco Orioli, Carlo Pepoli, Giovanni Marchetti e Paolo Costa. Nel capoluogo felsineo, Polidori intraprese la sua vita letteraria e da Costa fu invitato a partecipare alla fondazione di una rivista (poi abortita) con cui si intendeva contrastare le posizioni romantiche dell'Antologia fiorentina.
Partecipò ai moti del 1831, sedendo prima nel Comitato provvisorio fanese e poi in quello della Provincia di Pesaro-Urbino del governo rivoluzionario. Si trasferì successivamente a Perugia, dove collaborò all'istituzione di un nuovo giornale, l'Oniologia scientifico-letteraria, che, però, contrastato dal restaurato governo pontificio, poté essere pubblicato solo due anni più tardi.
Dopo aver conosciuto attraverso delle lettere Niccolò Tommaseo nel 1832, Polidori si trasferì a Firenze, dove rimase dieci mesi e fece amicizia con Gian Pietro Vieusseux, Gabriele Pepe, Sebastiano Ciompi, Giovan Battista Niccolini e l'abate Giuseppe Manuzzi, collaborando alla compilazione del Vocabolario della lingua italiana di quest'ultimo.
Nel 1837 tornò stabilmente a Firenze e, collaborando con Capponi e Vieusseux, si dedicò alla pubblicazione delle Istorie fiorentine (1838-39) di Giovanni Cavalcanti e alla nuova edizione del Dizionario dei sinonimi di Tommaseo, cui partecipò con oltre 250 articoli. Nel 1842 conobbe Felice Le Monnier, tipografo e poi editore. L'anno successivo fu tra i promotori della "Società Poligrafica Italiana". Durante il suo soggiorno fiorentino, Polidori diede inizio, in forma di vocabolario, alla complessa opera "Studi sulla lingua italiana" e intraprese per Le Monnier la cura dell'edizione di alcuni classici italiani, come "Il Principe" e i "Discorsi" di Machiavelli, le "Opere minori" di Ariosto, le "Opere politiche e letterarie" di Giannotti, le "Lettere ai toscani" di Muratori e i "Versi alla patria di lirici italiani dal sec. XIV al XVIII".
Tornato a Fano nel 1848 (dove era rientrato per brevi soggiorni nel 1839 e nel 1847), Polidori fu uno degli organizzatori locali delle prime e ultime libere elezioni dello Stato Pontificio, e coprì l'incarico di segretario del comitato elettorale del collegio fanese-fossombronense. Sul finire di quell'anno fu chiamato a Roma da Terenzio Mamiani, ministro dell'interno, per assumere il compito di compilatore della "Gazzetta Ufficiale". Mantenne l'impiego per circa un anno, la soppressione degli incarichi da parte del governo papalino lo indusse a tornare a Firenze.
Quattro anni dopo, perse l'unico figlio, Durante, ventitreenne, dopo che nel 1824 e nel 1827 si era visto strappare due figlie in tenera età; nel 1857 gli morì invece la moglie. Nonostante brevi soggiorni nella città natale, Polidori rimase a Firenze fino al 1859, anno in cui si risposò e ricevette incarichi dal nuovo governo toscano: inizialmente fu aggregato alla Biblioteca Riccardiana e poi venne nominato direttore dell'Archivio di Stato di Siena. In questa città intraprese opere come gli "Statuti sienesi dei secoli XIII e XIV in lingua volgare" (4 voll., poi rimasta incompiuta) e l'edizione dell' "Istoria della Tavola Ritonda", completata in seguito da Luciano Banchi.
Nel 1862 fu nominato cavaliere dell'Ordine dei Santi Maurizio e Lazzaro e presidente, per la sezione storico-archeologica, del X Congresso degli Scienziati italiani che si tenne a Siena, mentre nell'anno successivo fu eletto vice-bibliotecario onorario della municipalità di Fano presso la Biblioteca Federiciana insieme a Michelangelo Lanci, e confermato capo ufficio dell'Archivio di Siena da Vittorio Emanuele II.
Massone, nel 1863 fu deputato della loggia Arbia di Siena all'Assemblea costituente del Grande Oriente d'Italia a Firenze.
Nel 1865, tornato a Firenze, vi trovò improvvisamente la morte il 12 ottobre, in seguito a congestione polmonare. Fu sepolto a San Miniato al Monte. Morì lasciando inedito il Commentario della vita e delle opere di Sebastiano Ciampi, ma completando, tra l'altro, l'edizione delle Poesie di Gabriello Chiabrera e due volumi delle Lettere di Paolo Sarpi, entrambi per l'editore Barbera.

## Opere
- Biografia di Mario Pieri Corcirese, Firenze, Galileiana, 1853.
- Le mie Idee sul contratto da farsi per l'"Archivio Storico", Firenze.
- Statuti senesi scritti in volgare nei secoli XIII e XIV, vol. 1, Bologna, Gaetano Romagnoli, 1863.
- Sonetti inediti, Fano, 1897.